# Richard Thorpe
Pour les articles homonymes, voir Thorpe.
De son vrai nom, Rollo Smolt Thorpe, Richard Thorpe est un réalisateur, scénariste, monteur et acteur américain né le 24 février 1896 à Hutchinson (Kansas) et mort le 1er mai 1991 à Palm Springs (Californie).
Il est le père de Jerry Thorpe.

## Biographie
Richard Thorpe a débuté dans le cinéma au début des années 1920, d'abord comme acteur puis comme réalisateur, à partir de 1923. 
Il intègre le studio Metro-Goldwyn-Mayer à partir des années 1930, et dirige certains films de Tarzan avec Johnny Weissmuller : Tarzan s'évade, Tarzan trouve un fils, Le Trésor de Tarzan et Les Aventures de Tarzan à New York. 
Au cours des années 1940, dans sa filmographie, on note notamment deux épisodes de Lassie : Le Défi de Lassie et Lassie perd et gagne, avant le succès de son thriller La Main noire avec Gene Kelly.
Au cours des années 1950, il réalise ses plus grands films d'aventure, dans un style souvent flamboyant, travaillant pour l'occasion avec des acteurs comme Robert Taylor ou Stewart Granger. À ce titre, ses plus belles réussites sont Le Prisonnier de Zenda et Ivanhoé en 1952, La Perle noire et Les Chevaliers de la Table ronde en 1953, ou Les Aventures de Quentin Durward en 1955. Il y filme aussi Deborah Kerr, James Mason, Elizabeth Taylor, Joan Fontaine, George Sanders, Ava Gardner ou Mel Ferrer. 
Comme bon nombre de ses confrères de l'époque, c'est un réalisateur touche-à-tout qui a également œuvré dans la comédie musicale, pour ce qui est un des meilleurs films d'Elvis Presley : Le Rock du bagne en 1957.
Finalement, il a réalisé 180 films, constituant une filmographie foisonnante, dont de nombreux longs métrages restent méconnus.

## Filmographie partielle

### Comme réalisateur

#### Années 1920
- 1923 : The Fatal Photo
- 1924 : Bringin' Home the Bacon
- 1924 : Battling Buddy
- 1924 : Hard Hittin' Hamilton
- 1924 : Fast and Fearless
- 1924 : Rarin' to Go'
- 1924 : Rough Ridin'
- 1924 : Thundering Romance
- 1924 : Rip Roarin' Roberts
- 1924 : Walloping Wallace
- 1925 : The Desert Demon
- 1925 : A Streak of Luck
- 1925 : Double Action Daniels
- 1925 : Full Speed
- 1925 : Fast Fightin'
- 1925 : On the Go
- 1925 : Quicker'n Lightnin'
- 1925 : Galloping On
- 1925 : Gold and Grit
- 1925 : Saddle Cyclone
- 1925 : Tearin' Loose
- 1926 : The Roaring Rider
- 1926 : Trumpin' Trouble
- 1926 : The Fighting Cheat
- 1926 : Coming an' Going
- 1926 : The Twin Triggers
- 1926 : Deuce High
- 1926 : Ridin' Rivals
- 1926 : Easy Going
- 1926 : Rawhide
- 1926 : Speedy Spurs
- 1926 : Double Daring
- 1926 : The Dangerous Dub
- 1926 : Twisted Triggers
- 1926 : Un bon business (The Bonanza Buckaroo)
- 1926 : College Days
- 1926 : Josselyn's Wife
- 1926 : The Bandit Buster
- 1926 : The Last Card
- 1927 : The First Night
- 1927 : The Cyclone Cowboy
- 1927 : Between Dangers
- 1927 : The Galloping Gobs
- 1927 : Tearin' Into Trouble
- 1927 : The Ridin' Rowdy
- 1927 : The Meddlin' Stranger
- 1927 : Pals in Peril
- 1927 : Skedaddle Gold
- 1927 : White Pebbles
- 1927 : The Interferin' Gent
- 1927 : The Soda Water Cowboy
- 1927 : Ride'em High
- 1927 : The Obligin' Buckaroo
- 1927 : Roarin' Broncs
- 1927 : The Desert of the Lost
- 1928 : The Ballyhoo Buster
- 1928 : Desperate Courage
- 1928 : The Cowboy Cavalier
- 1928 : The Valley of Hunted Men
- 1928 : Vultures of the Sea
- 1928 : Saddle Mates
- 1928 : The Vanishing West
- 1928 : Flyin' Buckaroo
- 1929 : The Fatal Warning
- 1929 : The Bachelor Girl
- 1929 : Border Romance
- 1929 : The King of the Kongo

#### Années 1930
- 1930 : The Lone Defender
- 1930 : The Dude Wrangler
- 1930 : Wings of Adventure
- 1930 : The Thoroughbred
- 1930 : Under Montana Skies
- 1930 : The Utah Kid
- 1931 : King of the Wild
- 1931 : The Lawless Woman
- 1931 : The Sky Spider
- 1931 : The Lady from Nowhere
- 1931 : Wild Horse
- 1931 : Grief Street
- 1931 : Neck and Neck
- 1931 : Forgotten Women
- 1931 : The Devil Plays
- 1932 : Cross-Examination
- 1932 : Murder at Dawn
- 1932 : Mis à l'épreuve (Probation)
- 1932 : Escapade
- 1932 : Midnight Lady
- 1932 : Forbidden Company
- 1932 : Beauty Parlor
- 1932 : Thrill of Youth
- 1932 : The King Murder
- 1932 : Slightly Married
- 1932 : Women Won't Tell
- 1932 : The Secrets of Wu Sin
- 1933 : Forgotten
- 1933 : Love Is Dangerous
- 1933 : I Have Lived
- 1933 : Strange People
- 1933 :  Notorious but Nice
- 1933 :  A Man of Sentiment
- 1933 : Murder on the Campus
- 1933 : Rainbow Over Broadway
- 1934 : The Quitter
- 1934 : Stolen Sweets
- 1934 : City Park
- 1934 : Green Eyes
- 1934 : Audaces féminines (Cheating Cheaters)
- 1934 : The Secret of the Chateau
- 1934 : Strange Wives
- 1935 : Taro le païen (Last of the Pagans)
- 1936 : Tarzan s'évade (Tarzan escapes)
- 1936 : The Voice of Bugle Ann
- 1937 : La Force des ténèbres (Night Must Fall)
- 1937 : Dangerous Number
- 1937 : Mariage double (Double Wedding)
- 1938 : Man-Proof
- 1938 : Love Is a Headache
- 1938 : Après la tempête (The First Hundred Years)
- 1938 : Frou-Frou (The Toy Wife)
- 1938 : La Foule en délire (The Crowd Roars)
- 1938 : Nanette a trois amours (Three Loves Has Nancy)
- 1939 : Les Aventures d'Huckleberry Finn (The Adventures of Huckleberry Finn)
- 1939 : Tarzan trouve un fils (Tarzan finds a son !)

#### Années 1940
- 1940 : Le Gangster de Chicago (The Earl of Chicago), coréalisé par Victor Saville
- 1940 : 20 Mule Team
- 1940 : Wyoming
- 1941 : Le Trésor de Tarzan (Tarzan's Secret Treasure)
- 1941 : Barnacle Bill
- 1941 : The Bad Man
- 1942 : Les Aventures de Tarzan à New York (Tarzan's New York Adventure)
- 1942 : Un Américain pur sang (Joe Smith, American)
- 1942 : Apache Trail
- 1942 : Tondelayo (White Cargo)
- 1943 : Cry Havoc
- 1943 : Three Hearts for Julia
- 1943 : Un espion a disparu (Above Suspicion)
- 1944 : Deux Jeunes Filles et un marin (Two Girls and a Sailor)
- 1944 : L'introuvable rentre chez lui (The Thin Man Goes Home)
- 1945 : Frisson d'amour (Thrill of a Romance)
- 1945 : La Princesse et le Groom (Her Highness and the Bellboy)
- 1945 : What Next, Corporal Hargrove?
- 1947 : Sénorita Toréador (Fiesta)
- 1947 : Le Souvenir de vos lèvres (This Time for Keeps)
- 1948 : Dans une île avec vous (On an Island with You)
- 1948 : Ainsi sont les femmes (A Date with Judy)
- 1949 : Le Défi de Lassie (Challenge to Lassie)
- 1949 : Big Jack
- 1949 : Lassie perd et gagne (The Sun Comes Up)
- 1949 : Malaya

#### Années 1950
- 1950 : La Main noire (The Black Hand)
- 1950 : Trois petits mots (Three little words)
- 1951 : La Vallée de la vengeance (Vengeance Valley)
- 1951 : Le Grand Caruso (The Great Caruso)
- 1951 : It's a Big Country
- 1951 : Le Droit de tuer (The Unknown Man)
- 1952 : L'Homme à la carabine (Carbine Williams)
- 1952 : Ivanhoé (Ivanhoe)
- 1952 : Le Prisonnier de Zenda (The Prisoner of Zenda)
- 1953 : Les Chevaliers de la Table ronde (Knights of the Round Table)
- 1953 : La fille qui avait tout (The Girl Who Had Everything)
- 1953 : La Perle noire (All the Brothers were valiant)
- 1954 : Le Prince étudiant (The Student Prince)
- 1954 : Athena
- 1955 : Le Fils prodigue (The Prodigal)
- 1955 : Les Aventures de Quentin Durward (The Adventures of Quentin Durward)
- 1957 : Contrebande au Caire  (Tip on a Dead Jockey)
- 1957 : Dix mille chambres à coucher (Ten Thousand Bedrooms)
- 1957 : Le Rock du bagne (Jailhouse rock)
- 1959 : La Maison des 7 faucons (The House of the Seven Hawks)
- 1959 : Les Aventuriers du Kilimandjaro (Killers of Kilimanjaro)

#### Années 1960
- 1961 : Branle-bas au casino (The Honeymoon Machine)
- 1961 : Les Tartares (I Tartari)
- 1962 : La Guerre en dentelles (The Horizontal Lieutenant)
- 1963 : L'Idole d'Acapulco (Fun in Acapulco)
- 1963 : En suivant mon cœur ! (Follow the Boys)
- 1964 : The Golden Head (co-réalisation : James Hill)
- 1965 : L'aventure est au large (The Truth About Spring)
- 1965 : Chambre à part (That Funny Feeling)
- 1967 : Le Pistolero de la rivière rouge (The Last challenge)
- 1967 : L'Énigme du scorpion (en) (The Scorpio Letters)

### comme acteur
- 1924 : Flames of Desire de Denison Clift